# Las Cejas
Las Cejas är en ort i Argentina.   Den ligger i provinsen Tucumán, i den norra delen av landet, 1 100 km nordväst om huvudstaden Buenos Aires. Las Cejas ligger 333 meter över havet och antalet invånare är 1 826.
Terrängen runt Las Cejas är platt. Runt Las Cejas är det mycket glesbefolkat, med 2 invånare per kvadratkilometer..
Trakten runt Las Cejas består till största delen av jordbruksmark.